# Sholgara (distrikt i Afghanistan)
Sholgara är ett distrikt i Afghanistan. Det ligger i provinsen Balkh, i den norra delen av landet, 280 kilometer nordväst om huvudstaden Kabul.
Distriktet beräknades år 2022 ha cirka 134 000 invånare.